# ムカンノテイオー
『ムカンノテイオー』は、玉置一平の漫画作品。『ヤングガンガン』（スクウェア・エニックス）2006年13号より2008年6号まで連載された。テレビ放送業界の内情とそれに関わる人間模様を描く。単行本は全4巻。
（参考：無冠の帝王）

## 概要
主人公・藤田平蔵と、架空のテレビ局である六本木テレビ（RTV）の制作プロダクション・六本木テレビシステムズを軸にしたテレビ業界漫画。

## 主な登場人物
藤田平蔵（ふじた へいぞう）
23歳（漫画開始時点）。元は暴走族「深凄路悪斗（ディープスロート）」というチームの三代目総長だった。暴走族解散後、あるスクープを撮ったことから六本木テレビシステムズへ入社することに。実家は酒店を営んでいる。
立花恵（たちばな めぐみ）
平蔵の幼なじみ。六本木テレビのアナウンサーとして働いている。
柳広重（やなぎ ひろしげ）
六本木テレビ報道制作局部長兼、番組「ザ・デイトライン」のプロデューサー。
中川勇（なかがわ いさむ）
六本木テレビシステムズ（以下、ロクシス）所属のチーフ・ディレクター。口髭を生やしている。
羽田千夏（はねだ ちなつ）
ロクシス所属のディレクター。
織田優介（おだ ゆうすけ）
ロクシス所属のディレクター。
杉田ヒトシ（すぎた ひとし）
ロクシス所属のディレクター。ディレクターといっても下っ端に属し、アシスタントディレクターと大差ない身分。
緑川小春（みどりかわ こはる）
ロクシス所属のアシスタントディレクター。動物好き。

## その他
- 2話において、笑っていいとも!の「テレフォンショッキングにおける客とクマが入れ替わるハプニング」をなぞらえたネタがあった。